# Callan Chythlook-Sifsof
Callan Chythlook-Sifsof (Anchorage, 14 de febrero de 1989) es una deportista estadounidense que compitió en snowboard, especialista en la prueba de campo a través. Es públicamente lesbiana.
Consiguió una medalla de plata en los X Games de Invierno de 2011, en la prueba de campo a través.

## Medallero internacional
| \| X Games de Invierno \| X Games de Invierno \| X Games de Invierno \| X Games de Invierno \| \| Año \| Lugar \| Medalla \| Prueba \| \| ------------------- \| ---------------------- \| ------------------- \| ------------------- \| \| 2011 \| Aspen (Estados Unidos) \| Medalla de plata \| Campo a través \| |                        |                  |                |
| X Games de Invierno |                        |                  |                |
| Año | Lugar                  | Medalla          | Prueba         |
| 2011 | Aspen (Estados Unidos) | Medalla de plata | Campo a través |